# Carolus de Maets

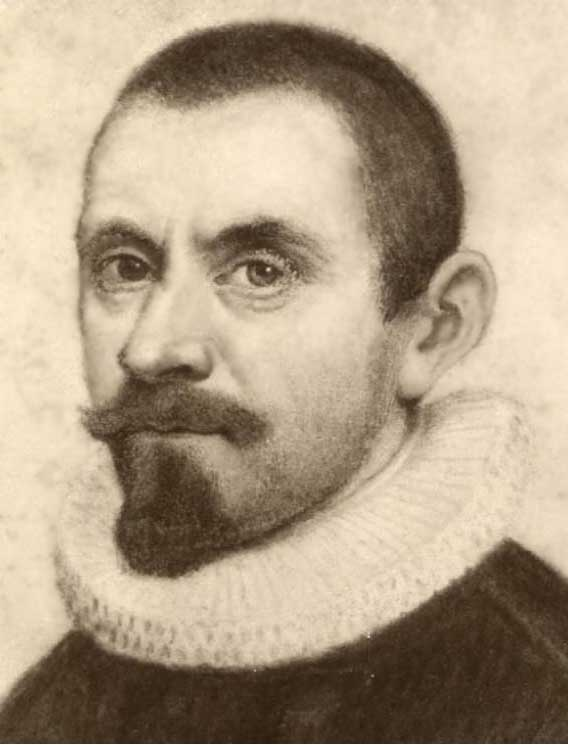
Carolus de Maets rond 1640. Tekening door Anna Maria van Schurman.

Carolus de Maets, (gelatiniseerd: Carolus Dematius) (Leiden, 25 februari 1597 – Utrecht, 20 april 1651) was een Nederlands gereformeerd theoloog en hoogleraar. Hij wordt gerekend tot de stroming van de Nadere Reformatie.
De ouders van De Maets waren vanuit Vlaanderen naar Leiden gevlucht, waar Carolus afkerig werd van het arminianisme. Hij beoefende wiskunde en medicijnen voordat hij besloot theologie te gaan studeren aan de orthodoxe Universiteit van Franeker, waar hij onder andere de lessen over de Hebreeuwse taal en wijsbegeerte volgde van Sixtinus Amama, Sibrandus Lubbertus en Johannes Maccovius. Later volgde volgde hij in het Franse Sedan de colleges van Melvinus, Jacobus Papillus en Daniel Tilenus.
In 1620 ging hij terug naar Nederland en werd hervormd predikant in Scherpenisse waar hij ambtelijk reeds in de geest van de Nadere Reformatie werkte. In 1627 werd hij op advies van Willem Teellinck beroepen door de vluchtelingengemeente te Londen, die daar sinds 1544 was. Het Middelburgse stadsbestuur, dat zijn studie had betaald, gaf hem geen toestemming. In 1629 werd hij predikant te Middelburg. Tijdens zijn predikantschap werd hij benoemd tot revisor van de Statenvertaling van het Nieuwe Testament en de apocriefe boeken.
In 1636 werd De Maets benoemd als hoogleraar theologie aan de Utrechtse universiteit, die in dat jaar was opgericht als opvolger van de Illustere school. Middelburg hem liet hem pas gaan toen hij in 1639 opnieuw benoemd werd. In 1640 werd hij hoogleraar voor het onderwijs in de exegese van het Nieuwe Testament. De Maets vormde met de andere hoogleraren theologie Meinardus Schotanus en Gisbertus Voetius een hecht driemanschap dat zorgde voor de opbouw van de nieuwe faculteit in orthodoxe richting. De meeste Utrechtse theologen zouden bekend worden als "Voetianen".
Naast zijn hoogleraarschap werd De Maets predikant in de stad Utrecht. Hier bleek in verschillende conflicten zijn betrokkenheid bij het ideaal van een nadere (= voortgaande) reformatie van de gereformeerde kerk. Zo verdedigde hij met zijn collega-hoogleraren al in het jaar van zijn aantreden het recht van de kerk op de in beslag genomen katholieke kerkelijke goederen. Het conflict met de Utrechtse magistraat, die meende daar zelf recht op te hebben, zou na 1660 tot een uitbarsting komen, die leidde tot de verbanning van verschillende predikanten. Ook keerde De Maets zich tegen het dragen van lang haar door mannen, wat toen in de mode begon te komen, en wees hij de banken van lening af vanwege de daarmee verbonden woeker. Hij was in 1647 en 1648 rector magnificus van de Rijksuniversiteit Utrecht. In 1648 was hij lid van de “Grote Vergadering” die de organisatiestructuur van de gereformeerde kerk in de Meierij van 's-Hertogenbosch moest vaststellen. In 1651 hield hij disputaties over het begraven van doden, waarin hij crematie afwees. In hetzelfde jaar overleed De Maets.
Carolus de Maets was getrouwd met Cornelia Leijendecker, en kreeg met haar enkele dochters. Met Anna Duvelaer, zijn tweede echtgenote, kreeg hij nog drie kinderen, waaronder de eerste hoogleraar scheikunde Carel de Maets. Beide vrouwen stamden uit Middelburgse patriciërsgeslachten. Zijn derde echtgenote was Catharina van Sunderen.